# Глобальное образование
«Глобальное образование» — государственная программа финансирования обучения граждан Российской Федерации, поступивших в ведущие зарубежные университеты, а также их трудоустройства согласно полученной квалификации.

## История
28 декабря 2013 года подписан Указ Президента Российской Федерации от 28.12.2013 № 967 «О мерах по укреплению кадрового потенциала», который закрепил принципы реализации программы социальной поддержки граждан Российской Федерации, самостоятельно поступивших в ведущие иностранные организации и обучающихся в них по специальностям и направлениям подготовки, качество обучения по которым соответствует лучшим мировым стандартам, и по обеспечению трудоустройства в организации, зарегистрированные на территории Российской Федерации, в соответствии с полученной квалификацией. Впоследствии программа была утверждена постановлением Правительства Российской Федерации от 20 июня 2014 года № 568.
Государственным заказчиком программы является Министерство образования и науки Российской Федерации.
Оператором программы является Московская школа управления СКОЛКОВО, которая осуществляет организационно-техническое и информационно-аналитическое обеспечение программы.
Срок действия программы: 2014—2016 гг, однако обсуждается вопрос продления программы до 2020 года.
Министерство образования и науки Российской Федерации прекратило существование в связи с разделением на два ведомства.

## Ожидаемые результаты и целевые показатели программы
Первоначально Программа предполагала финансирование не менее 1500 граждан России, самостоятельно поступивших в ведущие зарубежные вузы. Однако в связи со значительным изменением курсовой разницы валют было принято решение об увеличении суммы гранта, и как следствие уменьшении показателей Программы.
На конец 2015 года программа предполагала финансовую помощь для обучения не менее 718 граждан Российской Федерации, которые поступили в ведущие иностранные образовательные организации по приоритетным для российской экономики специальностям, с последующим трудоустройством.
Результаты программы направлены на укомплектование высококвалифицированными кадрами организаций-работодателей, в том числе зарегистрированных на территориях опережающего социально-экономического развития, расположенных на Дальнем Востоке и в Восточной Сибири, в целях обеспечения ускорения модернизационных процессов и внедрения новейших технологий для реформы социальной сферы.

## Наблюдательный совет программы
Наблюдательный совет Программы возглавляет министр образования и науки РФ Дмитрий Ливанов.

## Участники программы
- Программа «Глобальное образование глазами участников»
- Участник Программы Кирилл Салтанов
- Участник Программы Дамир Шайхелисламов (недоступная ссылка)
- Участница Программы Валентина Ткаченко (недоступная ссылка)
- Участник Программы Алексей Резник (недоступная ссылка)

Видеообращения участников размещены на YouTube канале Программы.
На конец 2015 года участниками программы стали около 700 человек, некоторые из которых уже вернулись в Россию с новыми идеями и разработками.

## Аналоги программы в мире
В ряде стран с успехом действуют подобные программы и перенимать передовой опыт и успешные иностранные практики для последующего использования на Родине просто необходимо для ускорения модернизационных процессов и повышения эффективности деятельности ведущих компаний. Действительно, подобную практику трансляции мировых стандартов образования используют многие страны, например, Китай, где около 30 % студентов обучаются в странах Европы и США.
Программа образовательных грантов Фулбрайта (США), а в Казахстане на протяжении нескольких лет успешно действует похожая программа «Болашак».

## Факты о программе
В списке разрешенных ВУЗов — 288 образовательных учреждений США, Франции, Германии, Англии, Австрии и Канады. Наиболее приоритетные направления обучения — инженерия, наука, медицина, педагогика, управление в социальной сфере.
По результатам 1,5 лет действия программы более 60 % участников программы «Глобальное образование» выбирают инженерию и науку.

## Критика
На конец 2015 года признаны победителями 152 участника, что означает, что темпы набора участников несколько ниже запланированных.